# Liodrosophila divergens
Liodrosophila divergens är en tvåvingeart som beskrevs av Toyohi Okada 1974. Liodrosophila divergens ingår i släktet Liodrosophila och familjen daggflugor.
Artens utbredningsområde är Madagaskar. Inga underarter finns listade i Catalogue of Life.